# Jutikozaur
Jutikozaur (Iuticosaurus valdensis) – zauropod z grupy tytanozaurów (Titanosauria), spokrewniony z saltazaurem.
Znaczenie jego nazwy - jaszczur Jutów (germańskie plemię Jutów).
Żył w okresie wczesnej kredy (ok. 124 mln lat temu) na terenach współczesnej Europy. Długość ciała ok. 15-25 m, masa ciała ok. 35 t. Jego szczątki znaleziono na wyspie Isle of Wight, należącej do archipelagu Wysp Brytyjskich.